# Быстрое последовательное визуальное предъявление
Быстрое последовательное визуальное предъявление (англ. Rapid serial visual presentation, RSVP; русский перевод ещё не вполне устоялся) — способ показа текстовой информации на дисплее, при котором все слова показываются быстро одно за другим в фиксированной области экрана (обычно в центре). При этом большой объём текста может быть показан на дисплее очень маленького размера, например, на экране миниатюрного мобильного телефона или даже в электронных наручных часах. Кроме того, данный метод позволяет воспринимать текст очень быстро за счёт отсутствия необходимости движения глаз, что нашло своё применение в скорочтении, в устройствах для людей с нарушениями зрения и глазодвигательной активности, и даже при лечении дислексии.

## Исследования
Учёные из Университета Карнеги — Меллон установили, что быстрое последовательное визуальное предъявление позволяет достичь пиковой скорости чтения на английском языке в 720 слов в минуту (12 в секунду). Или, что также очень важно, позволяет повысить скорость чтения на 33 % по сравнению с нормальной без существенной потери понимания материала.
Исследования в Уичитском университете показали, что при быстром последовательном визуальном предъявлении английского текста на скорости 250 слов в минуту, понимание лишь незначительно ухудшилось по сравнению с обычным чтением с экрана электронной книги. Предъявление же со скоростью 650 слов в минуту снизило понимание с 74,6 % до 52,1 % по сравнению с 250 словами в минуту, что тоже хороший результат.

## Недостатки
К недостаткам быстрого последовательного визуального предъявления следует отнести затруднительность поиска по тексту, и, в связи с этим, трудность перечитывания текста.